# Klaus von Andrian-Werburg
Klaus Freiherr von Andrian-Werburg (* 19. Januar 1930 in Dresden; † 17. Oktober 2004 in Mainz) war ein deutscher Archivar und Diplomatiker.

## Leben
Die Vorfahren der Andrian-Werburg wurden 1692 in den Reichsfreiherren-Stand erhoben. Die Eltern waren der die Direktor der Sächsischen Textil-Berufsgenossenschaft Dr. jur. Hans Freiherr von Andrian-Werburg und Martha Wörner. Um 1930 lebten Hans und Martha in Dresden, wo der damalige Referendar auch Anwärter des Johanniterordens wurde. 1936 wurde der Vater dann Ehrenritter des Johanniterordens und trat dort zu Beginn 1939 wegen der Mitgliedschaft in der NSDAP wieder aus. Klaus von Andrian-Werburg hatte noch eine Schwester Almut und zwei weitere jüngere Brüder Hanns und Heinrich. Die Familie samt den vier Kindern waren Mitglieder der Landesabteilung Sachsen der Deutschen Adelsgenossenschaft und lebten Ende der 1930er Jahre dann in Leipzig.
Seine Dissertation war Kanzlei und Regierungssystem der Herzöge von Bayern-München am Ende des 14. Jahrhunderts gewidmet. Zahlreiche seiner Arbeiten dienten der Bestandserschließung kleinerer Privat- und Adelsarchive im Rahmen des Inventarisierungsprogramms der Generaldirektion der Archive Bayerns. Nach Tätigkeiten am Staatsarchiv Bamberg und am Staatsarchiv Coburg stand er zuletzt als Leitender Archivdirektor an der Spitze des Staatsarchivs Nürnberg.
Verheiratet war er mit Irmtraud von Andrian-Werburg, die am Archiv des Germanischen Nationalmuseums tätig war. Klaus von Andrian-Werburg wirkte viele Jahre neben Walter von Hueck beim Genealogischen Handbuch des Adels mit.

## Schriften
- Klaus Frhr. von Andrian-Werburg: Staatsarchiv Coburg. Beständeübersicht, In: Bayerische Archivinventare 41, München 1982. ISBN 3-7686-4108-2. ISSN 0408-7046
- Ferdinand Frhr. v. Andrian-Werburg (1776-1851). Paläontologe und Regierungspräsident von Mittelfranken, In: Veröffentlichungen der Gesellschaft für Fränkische Geschichte; 18, 2000, S. 197 ff. in: Bayerische Bibliographie 2000.